# پارک رکسانا میناشی
پارک رکسانا میناشی در شهر اسلام‌آباد غرب و در منطقه شهریار شهر این شهر قرار دارد. خانم شمسی گل‌محمدی خیر مدرسه‌ساز بانی این پارک بودند، این پروژه در زمینی به مساحت ۱۴۷۰۰ متر مربع احداث شده‌است.

## اجرای فاز دوم پارک
در سال ۱۳۹۰ و با کمک‌های خیر اسلام‌آبادی بانو شمسی گل‌محمدی اجرای فاز دوم آن شروع شد، اجرای بیش از ۴۰۰۰ هزار متر مربع موزاییک‌فرش واش بتن، ۸۰۰۰ متر مربع فضای سبز، نصب تأسیسات مکانیکی شامل سیستم آبیاری تحت فشار، برق‌رسانی، حفر یک چاه عمیق، دو آبشار و آب‌نما و … از کارهای انجام شده در فاز دوم بهره‌برداری برای این پارک می‌باشد، همچنین اجرای زمین ورزشی والیبال، پیست اسکیت، فضای بازی کودکان و… از برنامه‌های در حال اجرا در این پارک می‌باشد.